# 望遠鏡座S
望遠鏡座S，又名CP-63 3765，HD 142941、SAO 253377、HR 5939，是望遠鏡座的一颗恒星，视星等为6.41，位于銀經322.13，銀緯-8.22，其B1900.0坐标为赤經15h 52m 11.8s，赤緯-63° -8.22′ 28″。